# Lustar
Lustar é uma comuna francesa na região administrativa de Occitânia, no departamento dos Altos Pirenéus. Estende-se por uma área de 4,91 km² e em 2021 possuía uma população de 109 habitantes.«População legal de Lustar em 2021» (em francês). INSEE. Consultado em 24 de junho de 2025
A comuna está situada no sudeste do departamento dos Altos Pirenéus, em uma zona predominantemente rural e agrícola. Lustar é caracterizada por sua paisagem campestre, pequenas propriedades e forte tradição agrícola. A economia local gira em torno da agricultura e da criação de gado, com destaque para produtos lácteos e cultivo de cereais.
Historicamente, Lustar teve origem na Idade Média, com registros de ocupação e atividades agrícolas desde o século XIII. Durante séculos, manteve-se como uma pequena comunidade ligada às tradições da região de Bigorre. Sua igreja paroquial, de arquitetura simples e rural, é um dos principais elementos do patrimônio local.